# Hydnocystis
Hydnocystis är ett släkte av svampar. Hydnocystis ingår i familjen Pyronemataceae, ordningen skålsvampar, klassen Pezizomycetes, divisionen sporsäcksvampar och riket svampar.